# Aetosaurus
Genre
Espèces de rang inférieur
- † A. arcuatus (Marsh, 1896)
- † A. crassicauda Fraas, 1907
- † A. ferratus Fraas, 1877

Aetosaurus est un genre de reptile appartenant à l'ordre éteint des aétosaures, archosaures du Trias supérieur. Il est considéré comme l'un des aétosaures les plus primitifs. Trois espèces sont reconnues : l'espèce-type A. Ferratus, avec des spécimens découverts en Allemagne et en Italie, A. crassicauda en Allemagne et A. arcuatus dans l'est de l'Amérique du Nord.

## Description
Aetosaurus était un petit aétosaure primitif. Contrairement aux aétosaures plus dérivés tels que Desmatosuchus ou Typothorax, la carapace était longue et étroite et ne présentait pas de pointes. Les écailles paramédianes qui couvraient l'arrière du corps (avec une rangée de chaque côté des vertèbres) sont beaucoup plus larges que longues. Les écailles latérales, situées sous les écailles paramédianes et formant une rangée de chaque côté de l'animal, ne portent pas de pointes ou d'autres saillies.

## Espèces
Avec la description de l'espèce type Aetosaurus ferratus, Aetosaurus a été nommé en 1877 par le paléontologue allemand Oscar Fraas. À l'époque, Aetosaurus était connu de 22 squelettes articulés qui avaient été trouvés dans la formation géologique du Stubensandtein inférieur en Allemagne. Trente ans plus tard, le fils d'Oscar Fraas, Eberhard, décrit une seconde espèce, A. crassicauda, également découvert en Allemagne. A. crassicauda se distingue de l'espèce A. ferratus par sa plus grande taille : A. crassicauda atteint une longueur maximale de 150 cm tandis que A. ferratus atteint une longueur maximale de 90 cm.